# 博济
博济（法語：Bauzy，法語發音：[bozi]）是法国卢瓦-谢尔省的一个市镇，属于布卢瓦区。

## 地理
博济（47°32'7"N, 1°36'29"E）面积24.7 平方千米，位于法国中央-卢瓦尔河谷大区卢瓦-谢尔省，该省份为法国中北部省份，北起厄尔-卢瓦省，东北接卢瓦雷省，东南接谢尔省，南至安德尔省，西南接安德尔-卢瓦尔省，西北接萨尔特省。
与博济接壤的市镇（或旧市镇、城区）包括：迪宗、库尔默曼、索洛涅地区方丹、索洛涅地区蒙特里约、讷维、索洛涅地区图尔、索洛涅地区韦尔努。

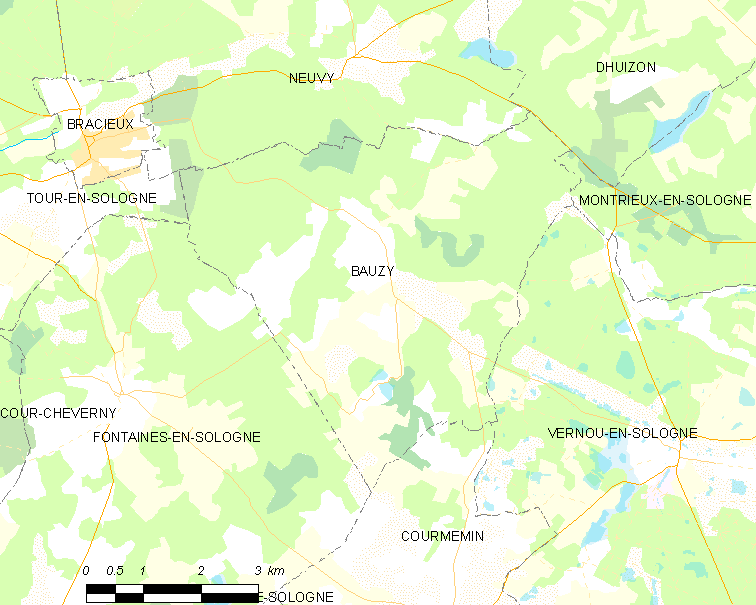
博济的OSM定位图

博济的时区为UTC+01:00、UTC+02:00（夏令时）。

## 行政
博济的邮政编码为41250，INSEE市镇编码为41013。

## 政治
博济所属的省级选区为尚博尔县。

## 人口

1962-2008年间博济人口变化图示

博济于2022年1月1日时的人口数量为271人。